# Maria Małgorzata Potocka
Maria Małgorzata z Radziwiłłów Potocka (ur. 16 grudnia 1875 w Berlinie, zm. w 1962 w Krakowie) – polska arystokratka, autorka wspomnień.  

## Życiorys
Córka Ferdynanda Radziwiłła. 16 VI 1903 wyszła za mąż za Franciszka Salezego Potockiego. Po ślubie aż do końca 1916 r. mieszkała z mężem w ich majątku ziemskim w Peczarze, mieli też pałac w Krakowie na rogu Brackiej i Rynku (od 1909 r. własność Marii Magdaleny). W pałacu tym mieszkała z mężem po utracie majątku peczarskiego, który znalazł się na terenie ZSRR, choć po 1945 pałac przejęło państwo, zaś Potockim zostawiono kilka pokoi. Autorka wspomnień opublikowanych w Londynie w 1983 r. (wydawnictwo Veritas) oraz w Polsce w 2010 r.